# Kabupaten Gresik
Kabupaten Gresik är ett kabupaten i Indonesien.   Det ligger i provinsen Jawa Timur, i den västra delen av landet, 600 km öster om huvudstaden Jakarta. Antalet invånare är 1 177 042.